# Weatherford (Texas)
Weatherford ist eine Stadt im US-Bundesstaat Texas in den Vereinigten Staaten und der Verwaltungssitz des Parker County. 2020 hatte sie laut US Census Bureau 30.854 Einwohner.

## Geschichte

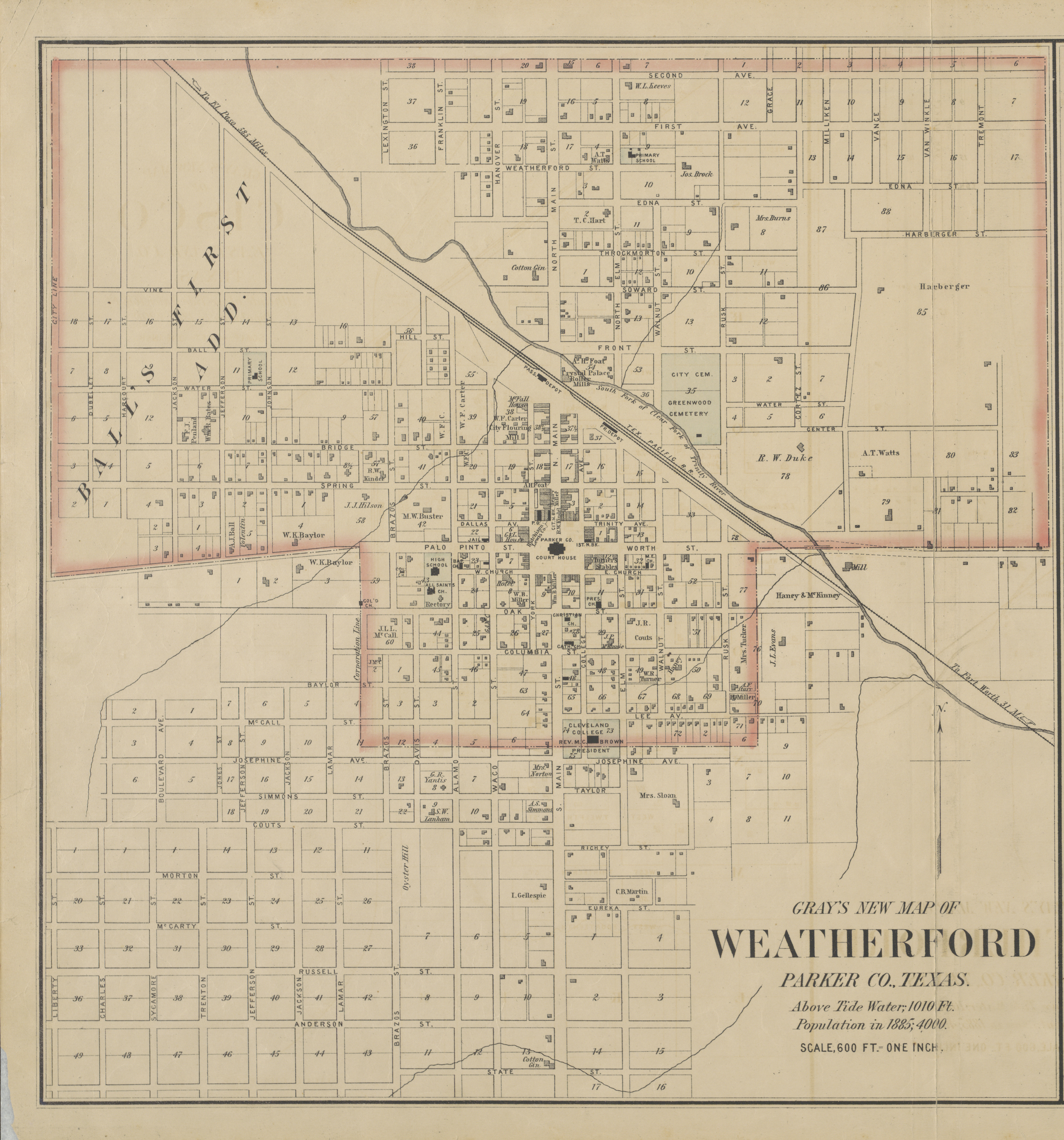
Gray's New Map of Weatherford, 1885

Im Jahr 1854 führte der methodistische Reverend Pleasant Tackett 15 Pionierfamilien in ein Land, das sie Goshen nannten und das später Teil des Parker County werden sollte, das wiederum im folgenden Jahr durch die Bemühungen des Staatsvertreters Isaac Parker und des Staatssenators Thomas Jefferson Weatherford in der texanischen Staatslegislative geschaffen werden sollte. Ein Beweis für einen früheren, gescheiterten Versuch, die Region zu besiedeln, ist die verlassene Hütte aus den Jahren 1852/53, die sich 6 Meilen (9,7 km) südlich des heutigen Weatherford bei einer Farm befindet.
Die Eisenbahn kam im Juni 1880 an. Das Santa-Fe-Depot (in dem die Handelskammer von Weatherford untergebracht ist) wurde 1908 unter den Jim-Crow-Gesetzen erbaut, wobei die Warteräume segregiert und durch den Fahrkartenschalter getrennt waren.

## Demografie
Nach der einer Schätzung von 2019 leben in Weatherford 33.547 Menschen. Die Bevölkerung teilt sich auf in 88,2 % Weiße, 3,0 % Afroamerikaner, 1,3 % amerikanische Ureinwohner, 0,7 % Asiaten und 4,1 % mit zwei oder mehr Ethnizitäten. Hispanics oder Latinos aller Ethnien machten 15,3 % der Bevölkerung von Weatherford aus. Das mittlere Haushaltseinkommen lag bei 63.708 US-Dollar und die Armutsquote lag bei 10,6 % der Bevölkerung.
| Jahr | Einwohner¹ |
| ---- | ---------- |
| 1950 | 8.093      |
| 1960 | 9.759      |
| 1970 | 11.750     |
| 1980 | 12.049     |
| 1990 | 14.804     |
| 2000 | 19.000     |
| 2010 | 25.250     |
| 2020 | 30.854     |

¹ 1950 – 2020: Volkszählungsergebnisse

## Bildung
Das Weatherford College ist ein 150 Jahre altes Community College. Es gibt mehr als 35 Studienbereiche und 19 professionelle/technische Programme. Das College wurde von Freimaurern gegründet.

## Persönlichkeiten
- Shelbi Vaughan (* 1994), Diskuswerferin

## Bilder

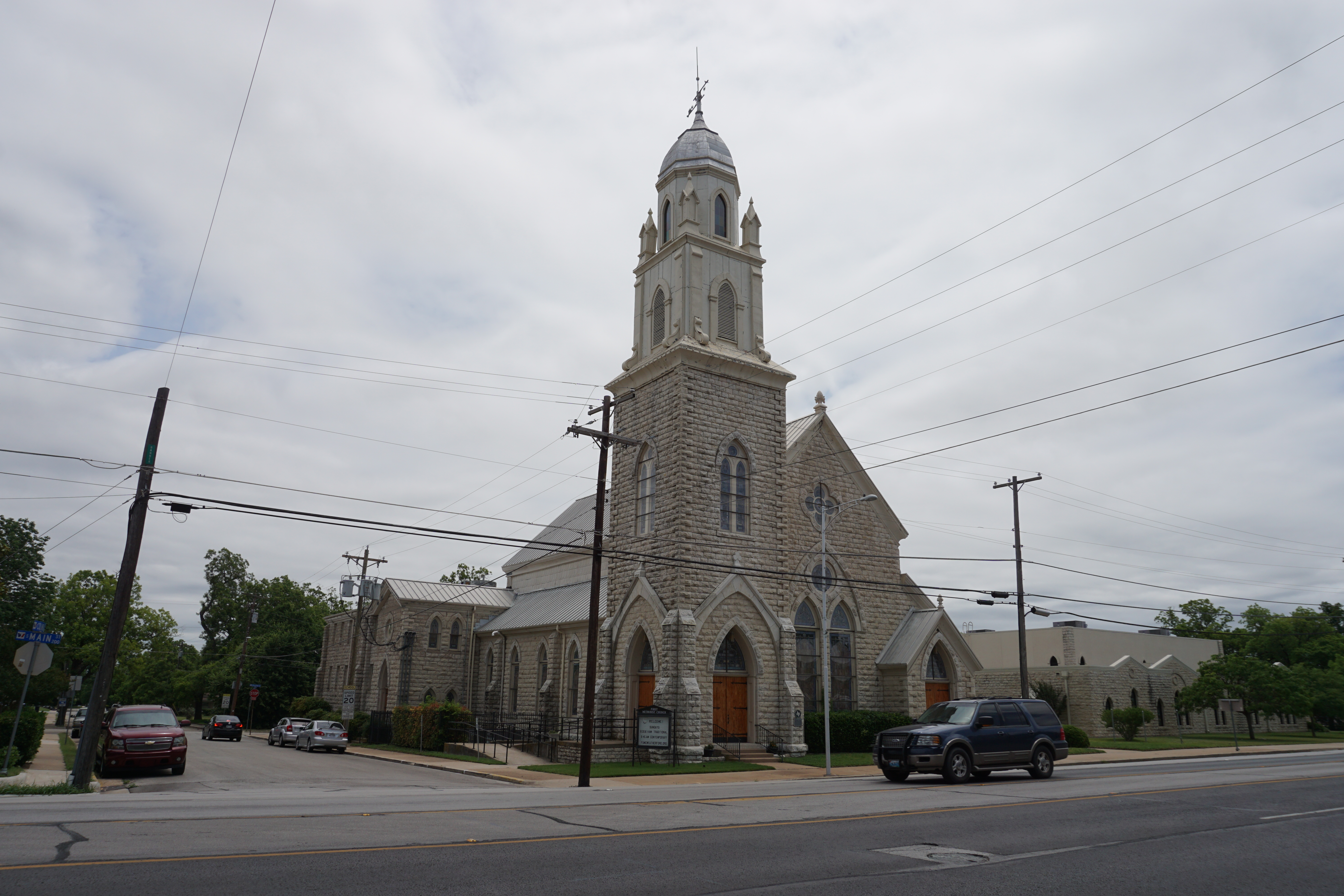
Kirche in Weatherford
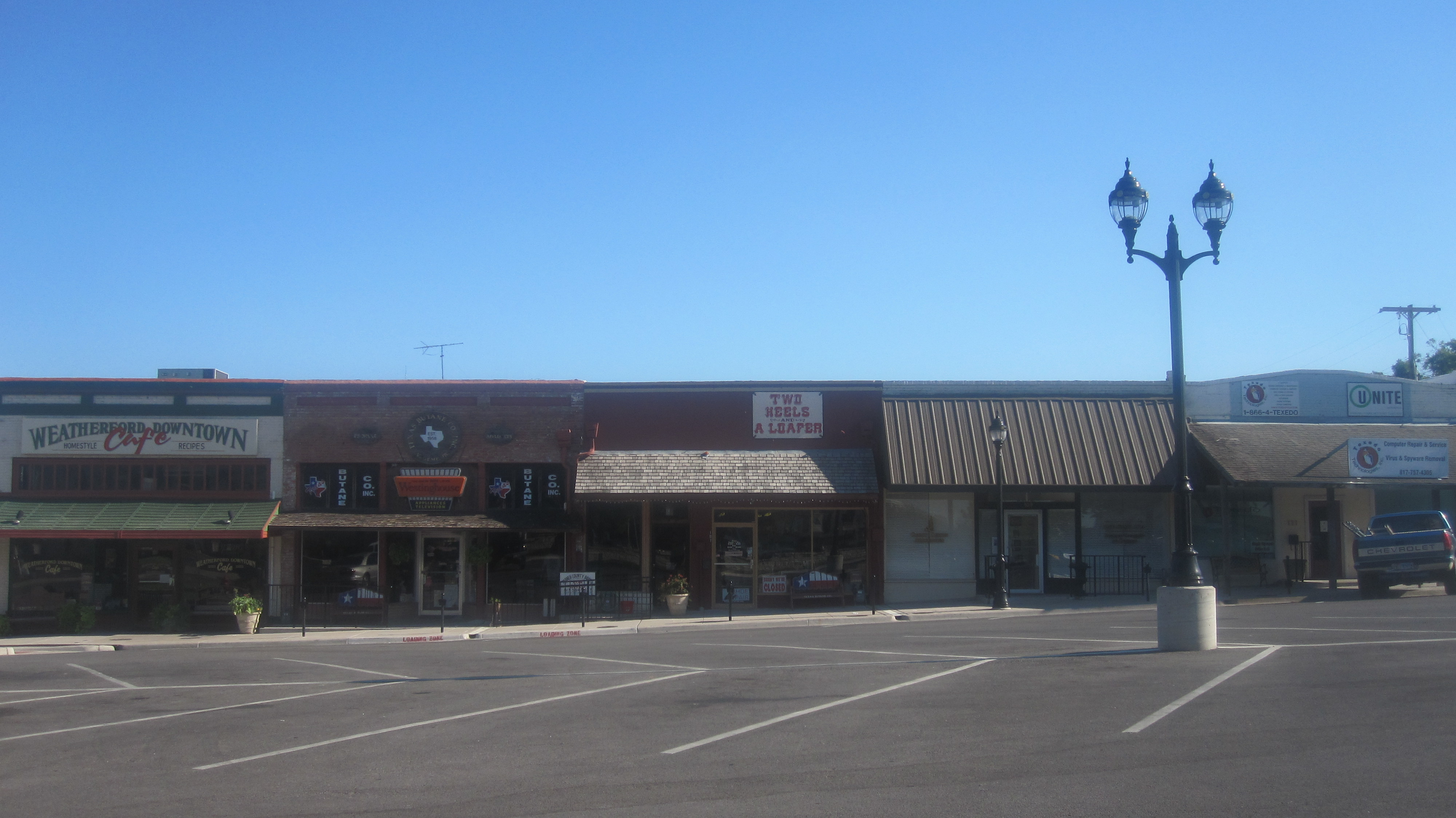
Geschäfte in Downtown Weatherford
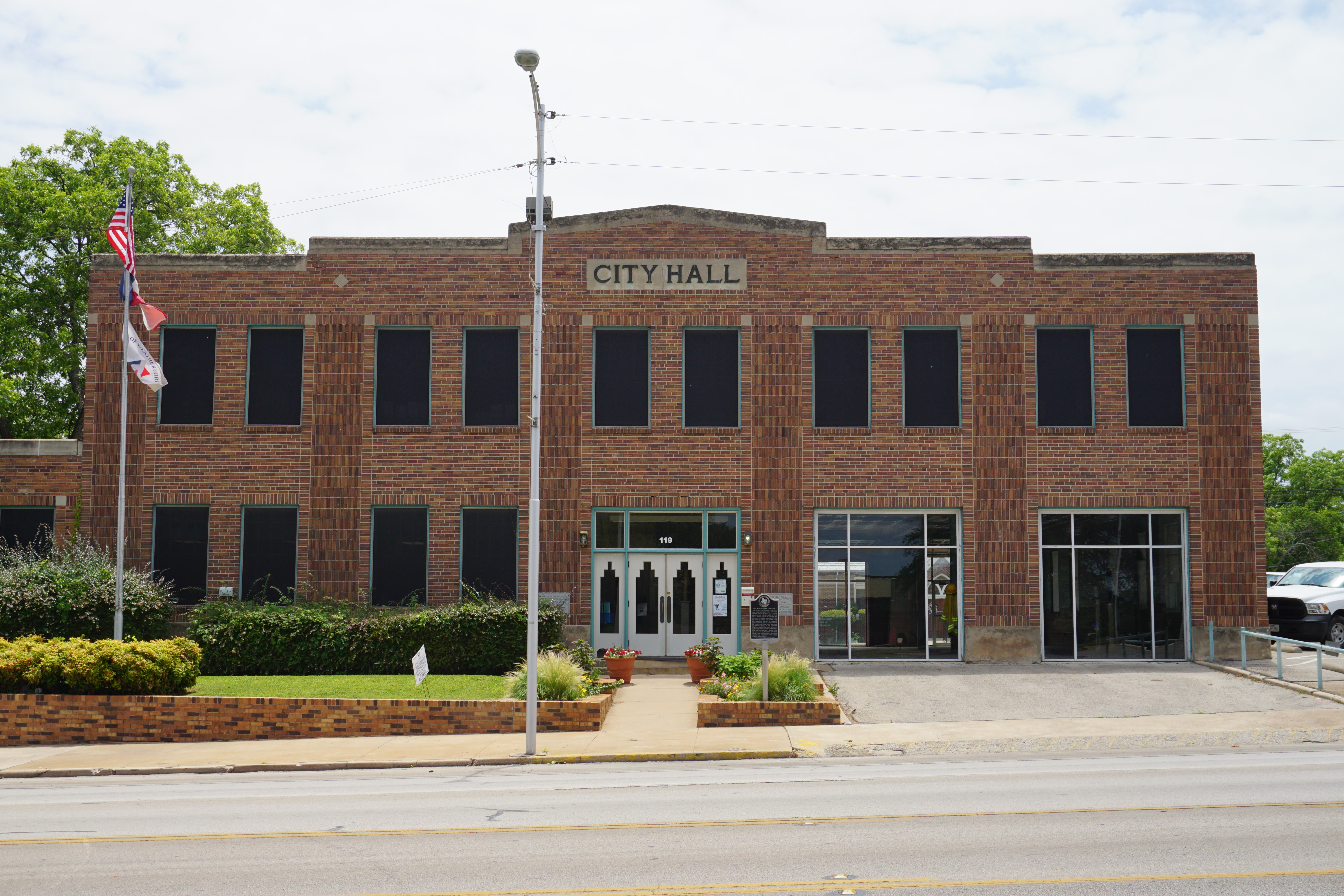
Altes Rathaus